# Bayerbach bei Ergoldsbach
Bayerbach bei Ergoldsbach település Németországban, azon belül Bajorországban. Lakosainak száma 2048 fő (2023. december 31.). Bayerbach bei Ergoldsbach Weng (Isar), Mengkofen, Laberweinting, Mallersdorf-Pfaffenberg, Ergoldsbach és Postau községekkel határos.

## Népesség
A település népessége az elmúlt években az alábbi módon változott:
| Lakosok száma | 458  | 996  | 1254 | 1349 | 1755 | 1780 | 1831 | 1852 | 1990 | 2048 |
|               | 1875 | 1950 | 1975 | 1987 | 2012 | 2014 | 2016 | 2017 | 2021 | 2023 |